# Musikjahr 1934
Liste der Musikjahre

◄◄ | ◄ | 1930 | 1931 | 1932 | 1933 | Musikjahr 1934 | 1935 | 1936 | 1937 | 1938 | ► | ►►

Weitere Ereignisse · Country-Musik
Dieser Artikel behandelt das Musikjahr 1934.

## Ereignisse
- 19. Januar: In den USA beantragt Laurens Hammond Patentschutz für eine von ihm entwickelte elektronische Orgel, die Hammondorgel. Hammond erhält am 24. April in Washington, D.C. das Patent unter dem Namen Electrical Musical Instrument.
- 18. August: Im Völkischen Beobachter erscheint der Aufruf der Kulturschaffenden zugunsten Adolf Hitlers.
- Herbst: Adolf Hitler lässt die geplante Aufführung der Oper Mathis der Maler des verfemten Komponisten Paul Hindemith verbieten. Daraufhin setzt sich Wilhelm Furtwängler am 25. November in dem aufsehenerregenden Zeitungsbeitrag Der Fall Hindemith in der Deutschen Allgemeinen Zeitung für Hindemith ein. Da das erhoffte Einlenken der NS-Führung nicht erfolgt, tritt Furtwängler am 4. Dezember nicht nur von seinem Amt als Staatsoperndirektor zurück, sondern legt auch die Leitung des Berliner Philharmonischen Orchesters nieder und lässt sich vom Amt des Vizepräsidenten der RMK entbinden.
- Auf Bitte von Erwin Piscator schreiben Bertolt Brecht (Text) und Hanns Eisler (Musik) das Einheitsfrontlied („Und weil der Mensch ein Mensch ist …“) für die Erste Internationale Musikolympiade 1935 in Straßburg.

### Uraufführungen

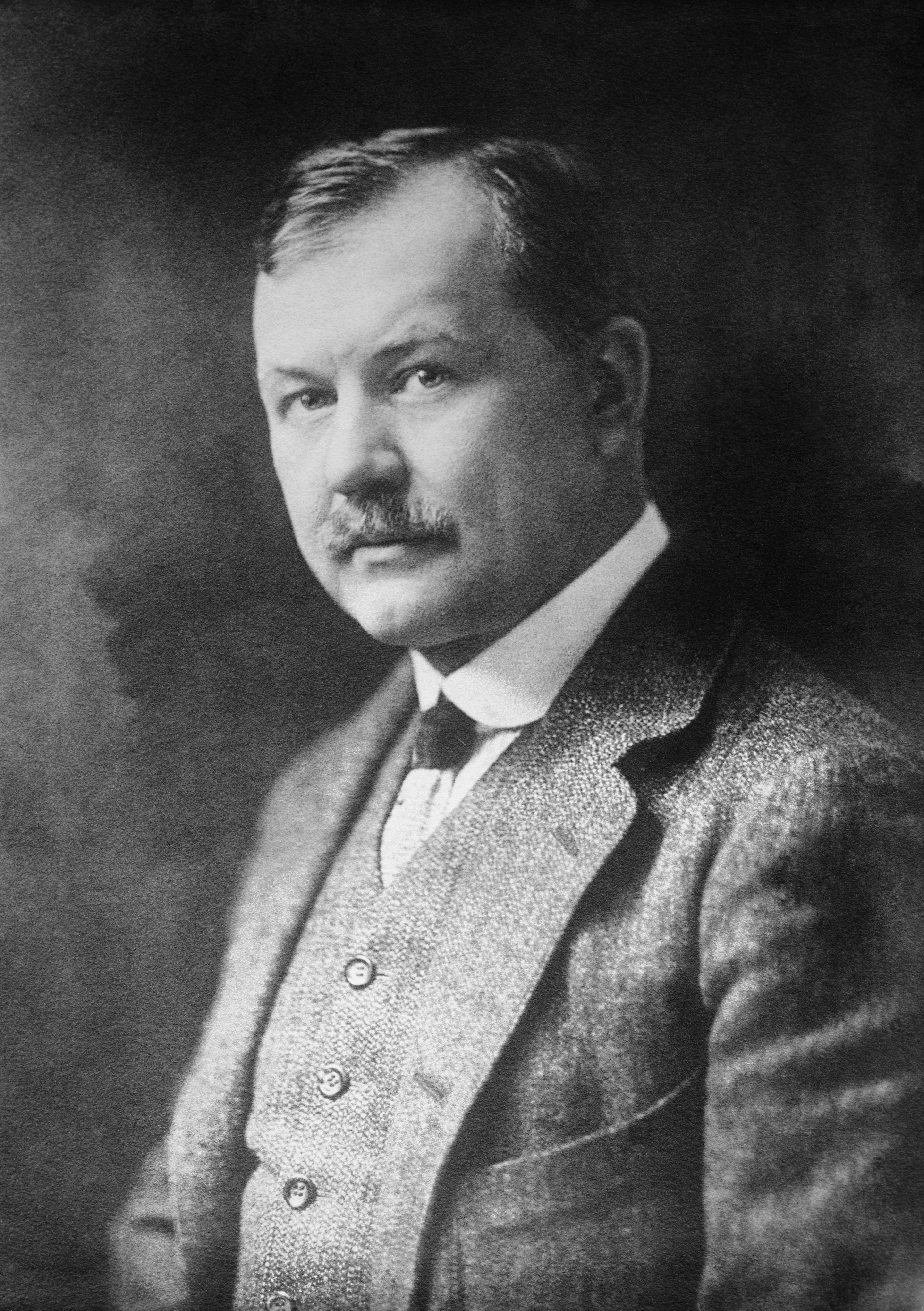
Franz Lehár

- 20. Januar: An der Wiener Staatsoper erfolgt die Uraufführung der Operette Giuditta von Franz Lehár unter der Leitung des Komponisten. Das Libretto stammt von Paul Knepler und Fritz Löhner-Beda. In der Titelrolle ist Jarmila Novotná zu sehen, die männliche Hauptrolle singt Richard Tauber.
- 22. Januar: Die Oper Lady Macbeth von Mzensk (Orig.: Леди Макбет Мценского уезда) von Dmitri Dmitrijewitsch Schostakowitsch auf ein Libretto von Alexander Germanowitsch Preis nach der gleichnamigen Novelle von Nikolai Semjonowitsch Leskow aus dem Jahr 1865 wird mit überwältigendem Erfolg am Mariinski-Theater in Leningrad uraufgeführt. Bis zum 28. Januar 1936 feiert die Oper einen Erfolg nach dem anderen.
- 23. Januar: Am Teatro Reale in Rom wird die Oper La Fiamma von Ottorino Respighi uraufgeführt.
- 31. Januar: Die Uraufführung der Kammeroper The Wandering Scholar von Gustav Holst findet in Liverpool statt.
- 07. Februar: Die Oper Four Saints in Three Acts (deutsch: Vier Heilige in drei Akten) von Virgil Thomson (Musik) mit einem Libretto von Gertrude Stein wird im Wadsworth Atheneum in Hartford, Connecticut uraufgeführt.
- 12. März: In der Berliner Philharmonie wird unter der Leitung von Wilhelm Furtwängler die Symphonie Mathis der Maler von Paul Hindemith mit überwältigendem Erfolg uraufgeführt. Wenige Monate später erhalten alle Werke Hindemiths ein Aufführungsverbot im Deutschen Reich.
- 24. März: Uraufführung der Suite für Jazzorchester Nr. 1 von Dimitri Schostakowitsch
- 29. März: Die Uraufführung der Operette Märchen im Grand-Hotel von Paul Abraham auf ein Libretto von Alfred Grünwald und Fritz Löhner-Beda erfolgt am Theater an der Wien in Wien.
- 31. März: Walter Wilhelm Goetzes Operette Der goldene Pierrot wird im Theater des Westens in Berlin uraufgeführt. Das Libretto stammt von Oskar Felix und Otto Kleinert.
- 28. Mai: Die Uraufführung der Oper Rolande et le mauvais garçon von Henri Rabaud erfolgt an der Grand Opéra Paris.
- 00. Juli: Victor de Sabata schreibt die Schauspielmusik zu Der Kaufmann von Venedig die auf der Biennale di Venezia aufgeführt wird
- 07. November: Rhapsodie über ein Thema von Paganini wird in Baltimore von Sergei Rachmaninow am Flügel und dem Philadelphia Orchestra unter Leopold Stokowski uraufgeführt.

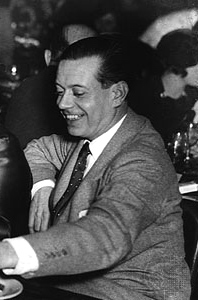
Cole Porter (1934)

- 21. November: Am Alvin Theatre in New York City findet die Uraufführung der Musical Comedy Anything Goes von Cole Porter statt. Das Buch stammt von Guy Bolton und P. G. Wodehouse, die Überarbeitung von Russel Crouse und Howard Lindsay, der auch Regie führt. Produziert wird die Show von Vinton Freedley. Es ist das erste von fünf Broadway-Musicals von Cole Porter, in dem Ethel Merman die Hauptrolle spielt. In weiteren Hauptrollen sind William Gaxton und Victor Moore zu sehen.
- 22. Dezember: In Berlin erfolgt die Uraufführung der Operette Die Tänzerin Fanny Elßler mit nachgelassener Musik von Johann Strauss (Sohn), zusammengestellt und für die Bühne bearbeitet von Bernard Grun und Oskar Stalla. Das Libretto stammt von Hans Adler.

### Jazz/Swing/Pop
- 06. Januar: Das Casa Loma Orchestra mit dem Bandvokalisten Pee Wee Hunt kommt auf #12 der US-Charts mit You’re Gonna Loose That Gal, mit dem auch Harry Reser und sein Orchester in dieser Woche erfolgreich (#13) in den Hitparaden sind.
- 13. Januar: Benny Goodman kommt mit I Gotta Right to Sing the Blues in die Top 20; sein Bandsänger ist Jack Teagarden, der hier auch Posaune spielt.
- 27. Januar: Benny Goodman verhilft mit seinem Song Riffin’ the Scotch Billie Holiday zu ihrem ersten Charterfolg (#6). In derselben Woche sind auch die Orchester von Claude Hopkins (Washington Squabble) und Ben Pollack (Got the Jitters) erfolgreich in den Charts.

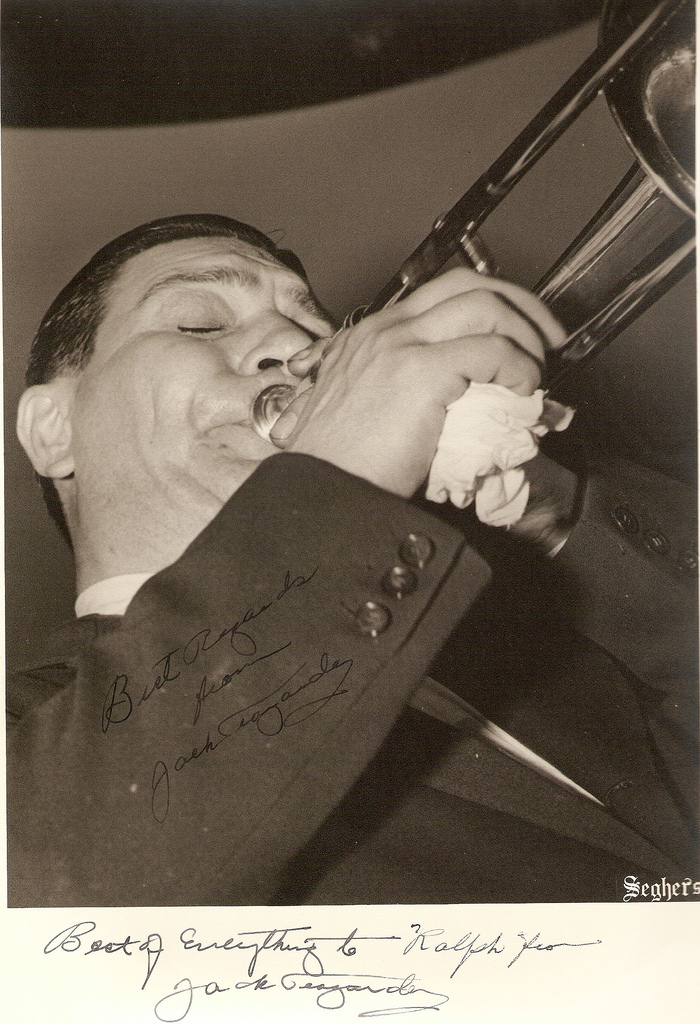
Jack Teagarden

- 03. Februar: Love Me or Leave Me von Gus Kahn und Walter Donaldson, mit dem zuletzt Ruth Etting 1929 erfolgreich war, kommt in der Version von Benny Goodman in die Hitparaden (#16).
- 17. Februar: My Little Grass Shack bringt Ben Pollacks Orchester auf #10, Daybreak Express vom Duke Ellington Orchestra gelangt auf #20 der US-Charts.
- 24. März: Ben Pollack ist erneut erfolgreich in den Charts mit Johnny Burkes The Beat of My Heart; der erstmals von Paul Whiteman aufgenommene Song kommt auf Position 2 und verbleibt 14 Wochen in der Hitparade.
- 18. April: Cab Calloway schafft es mit Jitter Bug knapp in die Top 20.
- 25. April: Das Casa Loma Orchestra ist gleich mit zwei Titeln in den Hitparaden, mit The Champagner Waltz (#7) und The House Is Haunted (By the Echo of Your Last Goodbye), letzter aus dem Broadway-Musical Ziegfeld Follies.
- 05. Mai: Mit Cocktails for Two gelingt Duke Ellington der zweite Nummer-1-Hit in seiner Karriere; der Song stammte aus dem Film-Musical Murder at the Vanities. In derselben Woche kommt der „Basin Street Blues“ in der Version von Benny Goodman und Jack Teagarden auf #14.
- 19. Mai: Jack Teagarden kommt mit seiner Eigenkomposition I’ve Got’ It’ auf #16 der Charts. Weil ihm aber sein Bandleader Paul Whiteman keine Alleingänge erlaubt, gelingt es ihm erst wieder 1939 mit The Sheik of Araby in die Hitparade zu kommen. In derselben Woche ist auch Ethel Waters erfolgreich mit Come Up and See Me Sometime, außerdem Claude Hopkins mit dem populären Song Three Little Words.
- 26. Mai: Mit dem Song I Ain’t Lazy, I’m Just Dreaming, den Isham Jones populär machte, sind Benny Goodman/Jack Teagarden erneut erfolgreich (#6).

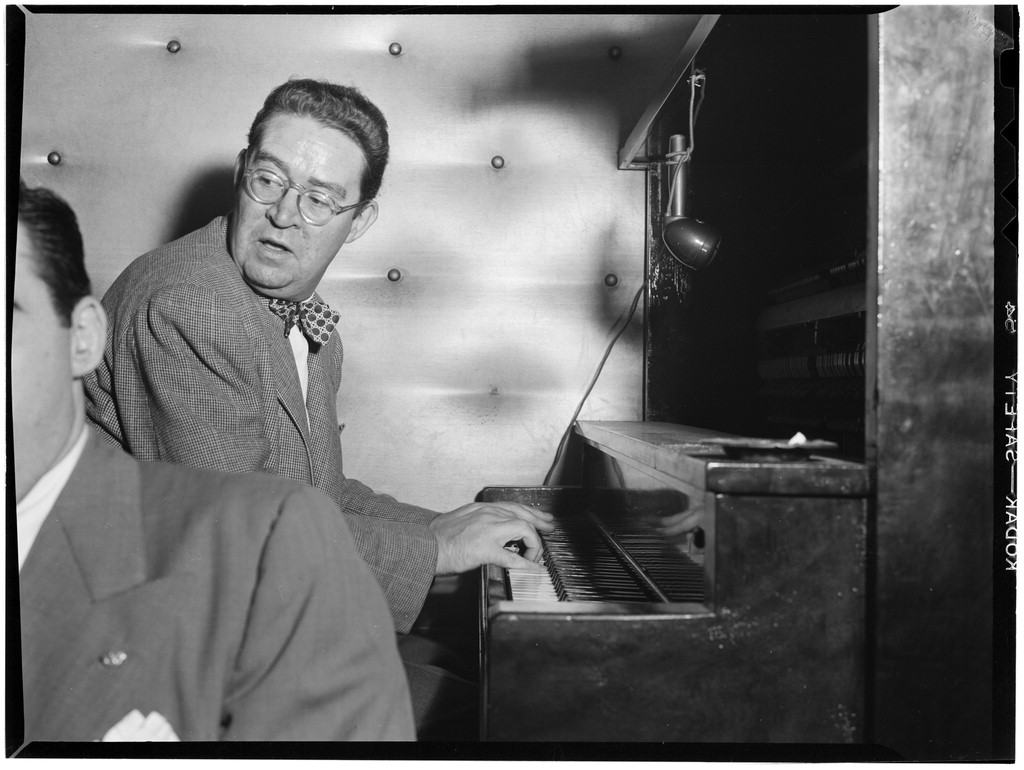
Joe Sullivan, ca. Januar 1947. Fotografie von William P. Gottlieb

- 02. Juni: Die Mills Brothers erreichen mit Swing It, Sister Position 2 der US-Hitparaden. In derselben Woche kommt der Pianist Joe Sullivan erstmals in die Charts mit Onyx Bringdown (#9); zum ersten Mal auch der Bandleader Chick Webb mit I Can’t Dance (I Got Ants in My Pants) (#20).
- 09. Juni: Red Allen und sein Orchester sind erfolgreich mit Frank Loessers Lied I Wish I Were Twins (#20); in seiner Band spielen u. a. Dickie Wells, Buster Bailey und John Kirby.
- 16. Juni: Will Hudsons Moonglow ist der erste von insgesamt vierzehn Nummer-1-Hits von Benny Goodman; ein Titel, der von da an ständig in Goodmans Repertoire bleibt. In derselben Woche schafft es I Wish I Were Twins erneut in die Hitparade, diesmal in der Version von Fats Waller (#8); das Casa Loma Orchestra kommt mit dem Limehouse Blues auf #20 der Charts.
- 23. Juni: In den Hitparaden ist Ben Pollack gleich zweimal vertreten, mit Freckle Face, You’re Beautiful (#8) und mit „Sleepy Head“. Die Mills Brothers sind mit Money in My Pockets (#12) vertreten.
- 30. Juni: Sleepy Head, diesmal in der Version der Mills Brothers kommt auf #2; Chick Webb mit Stomping at the Savoy auf #10. Den Song, der auf den Savoy Ballroom anspielt, schrieb Edgar Sampson zu einem Text von Andy Razaf.
- 14. Juli: Margie von Claude Hopkins kommt auf #5 der Hitparaden, der letzte von den vier Hits des Bandleaders.
- 11. August: Moonglow ist abermals in den US-Charts erfolgreich (#8), diesmal in der Version des Casa Loma Orchestra. In der folgenden Woche bringt auch Cab Calloway den Titel auf #7.
- 25. August: Pardon My Southern Accent gehört zu den populären Tagesschlagern der Ära, mit denen Glen Grays Casa Loma Orchestra auf #13 gelangt.
- 15. September: In den US-Hitparaden erfolgreich sind Benny Goodman (Take My Word, #5) und das Casa Loma Orchestra mit Two Cigarettes in the Dark und Luis Russell mit dem Evergreen „Ol’ Man River“ von 1927.
- 29. September: Fats Wallers Then I’ll Be Tired of You gehört zu den vielen ungalanten Song des Pianisten, mit dem er auf #9 kommt. Die Nummer schrieben E. Y. Harburg und Arthur Schwartz.
- 06. Oktober: Das Duke Ellington Orchestra knüpft an den aktuellen Erfolg von Moonglow an und gelangt mit dem Song auf #2; Ellington bleibt damit 16 Wochen in den Hitparaden.
- 13. Oktober: Mit dem Bugle Call Rag kommt Benny Goodman auf #5 der Charts; 1936 nimmt er ihm im Arrangement von Jimmy Mundy erneut auf. Fats waller ist erfolgreich in der Hitparade mit Don’t Let It Bother You von Mack Gordon und Harry Revel, eine Melodie aus dem Film Gay Divorce, wo sie Fred Astaire sang.
- 20. Oktober: In den Hitparaden erfolgreich sind Cab Calloway (Chines Rhythm, #6), Fletcher Henderson (Tidal Wave, #19) und Fats Waller mit Sweetie Pie (#7), den auch Anson Weeks in dieser Zeit im Programm hat.
- 20. Oktober: Duke Ellington kommt mit seiner eigenen Version von Solitude für eine Woche auf Position 2 der Charts; er wird ein Evergreen in Ellingtons Repertoire und seit dieser Aufnahme zu einem bekannten Jazzstandard, mit dem im selben Jahr auch die Mills Blue Rhythm Band in die Hitparade kommt.
- 03. November: Lost in a Fog von Jimmy McHugh und Dorothy Fields ist ein Hit für das Dorsey Brothers Orchestra (#15); das Casa Loma Orchestra kommt in derselben Woche mit You’re a Builder Upper auf #11.
- 10. November: Jimmy Lunceford kommt mit seiner Version des Ellington-Songs Mood Indigo auf #19 der Hitparaden.
- 17. November: Das Dorsey Brothers Orchestra mit Sänger Bob Crosby erreicht die Top 20 mit I’m Getting Sentimental Over You, das George Bassman für das Orchester schrieb. Ebenfalls in den Charts vertreten ist Duke Ellington mit Saddest Tale (#9); die Solisten sind Barney Bigard, Tricky Sam Nanton, Johnny Hodges, Cootie Williams und Harry Carney.

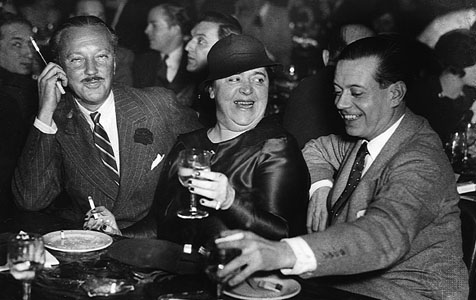
Elsa Maxwell (Mitte), mit William Rhinelander Stewart (links) und Cole Porter, 1934

- 08. Dezember: Ethel Waters kommt auf #19 mit dem Song Miss Otis Regrets (She’s Unable to Lunch Today), den Cole Porter der Kolumnistin Elsa Maxwell widmete. Später nehmen ihn auch Nat King Cole und Cab Calloway auf.
- 15. Dezember: Georgia’s Gorgeous Gal stammt von Frank Perkins, der mit Mitchell Parish Stars Fell on Alabama schrieb. Es ist der einzige Hit der Damenband Ina Ray Hutton & Her Melodears; der Song wird 1934 auch in Deutschland von Hans Bund und seinem Tanzorchester aufgenommen.[1]
- 28. Dezember: Django Reinhardt spielt mit dem Quintette du Hot Club de France in Paris die ersten vier Titel ein und präsentiert damit eine originär europäische Form des Jazz.
- Die Comedian Harmonists nehmen den Schlager Mein kleiner grüner Kaktus auf; die Gruppe hatte bereits Auftrittsverbot in Deutschland (wo die Platte ab 1938 nicht mehr zu erwerben war).

### Klassische Musik
- 28. Mai: Das von John Christie initiierte erste Glyndebourne Festival wird in Christies Landhaus in Großbritannien mit Le nozze di Figaro, gefolgt von Così fan tutte eröffnet. Die künstlerische Leitung haben Emigranten aus Deutschland: Fritz Busch als Dirigent, Carl Ebert hat die dramaturgische Leitung und Rudolf Bing die General-Intendanz. Das Festival mit dem Schwerpunkt auf Wolfgang Amadeus Mozart dauert sechs Wochen.
- 21. Juli: Karel Mengelberg führt mit der Banda Municipal de Barcelona sein Werk für Blasorchester Catalunya Renaixent auf.
- Thorvald Aagaard: Fyrretyve melodier til bibelhistoriske sange [Vierzig Melodien zu biblischen historischen Liedern] für Klavier mit unterlegtem Text Op. 4[2]OCLC 471546565
- Evald Aav gründet in Tallinn den Männerchor Eesti Laulumehed.[3]
- Evald Aav: Elu [Das Leben], sinfonische Dichtung[4]
- Evald Aav: Hommik [Der Morgen] für Männerchor, Text: Juhan Liiv; Pöhjamaa lapsed [Kinder des Nordens] für gemischten Chor, Text: Anna Haava;[4]
- Ralph Vaughan Williams: Veröffentlichung von Fantasia on Greensleeves

### Film
- Alles Schwindel! – US-amerikanische Musicalkomödie von David Butler mit Spencer Tracy in der Hauptrolle
- Bolero – US-amerikanisches Musicaldrama von Wesley Ruggles mit George Raft und Carole Lombard in den Hauptrollen
- Einmal eine große Dame sein – deutsche Filmkomödie und Tonfilmoperette unter der Regie von Jürgen von Alten
- Wir senden Sonne – US-amerikanische Musicalkomödie von Hamilton McFadden mit Warner Baxter und Madge Evans in den Hauptrollen

### Gründungen
- Academy of Vocal Arts – US-amerikanische Ausbildungsstätte für Opernsänger in Philadelphia
- Orchestre National de France – Orchester von Radio France
- Triumph Együttes – ungarisches Jazz-Gesangsensemble

## Neuveröffentlichungen (Auswahl)

### Lieder und Kompositionen
| Lied                                   | Text           | Musik                  | Erstinterpret             | Label | Veröffentlichung  | Genre          | Weitere Informationen                              |
| -------------------------------------- | -------------- | ---------------------- | ------------------------- | ----- | ----------------- | -------------- | -------------------------------------------------- |
| East of the Sun (and West of the Moon) | Brooks Bowman  |                        | Brooks Bowman             |       | 1934              | Jazz           | Jazzstandard                                       |
| I’ll String Along with You             | Al Dubin       | Harry Warren           | Dick Powell Ginger Rogers |       | 1934              | Pop            | für den Film Twenty Million Sweethearts komponiert |
| Mein kleiner grüner Kaktus             | Bert Reisfeld  | Rolf Marbot            | Comedian Harmonists       |       | 15. November 1934 | Schlager       |                                                    |
| Winter Wonderland                      | Richard Himber | Richard Bernhard Smith | Felix Bernard             |       | 1934              | Weihnachtslied |                                                    |

## Geboren

### Januar

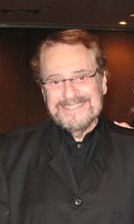
Phil Ramone; * 5. Januar

- 05. Januar: Phil Ramone, US-amerikanischer Musikproduzent († 2013)
- 05. Januar: Cees See, niederländischer Jazzschlagzeuger und Perkussionist († 1985)
- 06. Januar: Klaus Engler, deutscher Musikwissenschaftler, Bibliothekar und Hochschullehrer († 2006)
- 08. Januar: Osvaldo Montes, argentinischer Bandoneonist und Tangokomponist († 2014)
- 08. Januar: Georg Riedel, schwedischer Musiker und Komponist († 2024)
- 09. Januar: Carla Lipp, niederländische Tänzerin, Choreografin, Schauspielerin und Sängerin († 2017)
- 11. Januar: Burrill L. Crohn, US-amerikanischer Filmemacher († 2021)
- 13. Januar: Ray Kaart, niederländischer Jazzmusiker († 2011)
- 14. Januar: Hans Deinzer, deutscher Klarinettist und Musikpädagoge († 2020)
- 14. Januar: Gisbert Schneider, deutscher Professor und Kirchenmusikdirektor († 2018)
- 16. Januar: Richard Wernick, US-amerikanischer Komponist und Musikpädagoge († 2025)
- 20. Januar: Wladimir Daschkewitsch, russischer Komponist
- 21. Januar: Ann Wedgeworth, US-amerikanische Film- und Theaterschauspielerin († 2017)
- 22. Januar: Hartwig Eschenburg, deutscher Kantor und Kirchenmusiker († 2025)
- 26. Januar: Willi Johanns, deutscher Jazzsänger und Graphiker († 2024)
- 26. Januar: Huey Smith, US-amerikanischer Rhythm-&-Blues-Musiker († 2023)
- 29. Januar: Johannes Auersperg, österreichischer Kontrabassist und Hochschullehrer († 2019)
- 30. Januar: Wolfgang Sawodny, deutscher Chemiker und Musikwissenschaftler († 2018)
- 31. Januar: Bobby Lee Trammell, US-amerikanischer Rockabilly-Musiker und Politiker († 2008)

### Februar

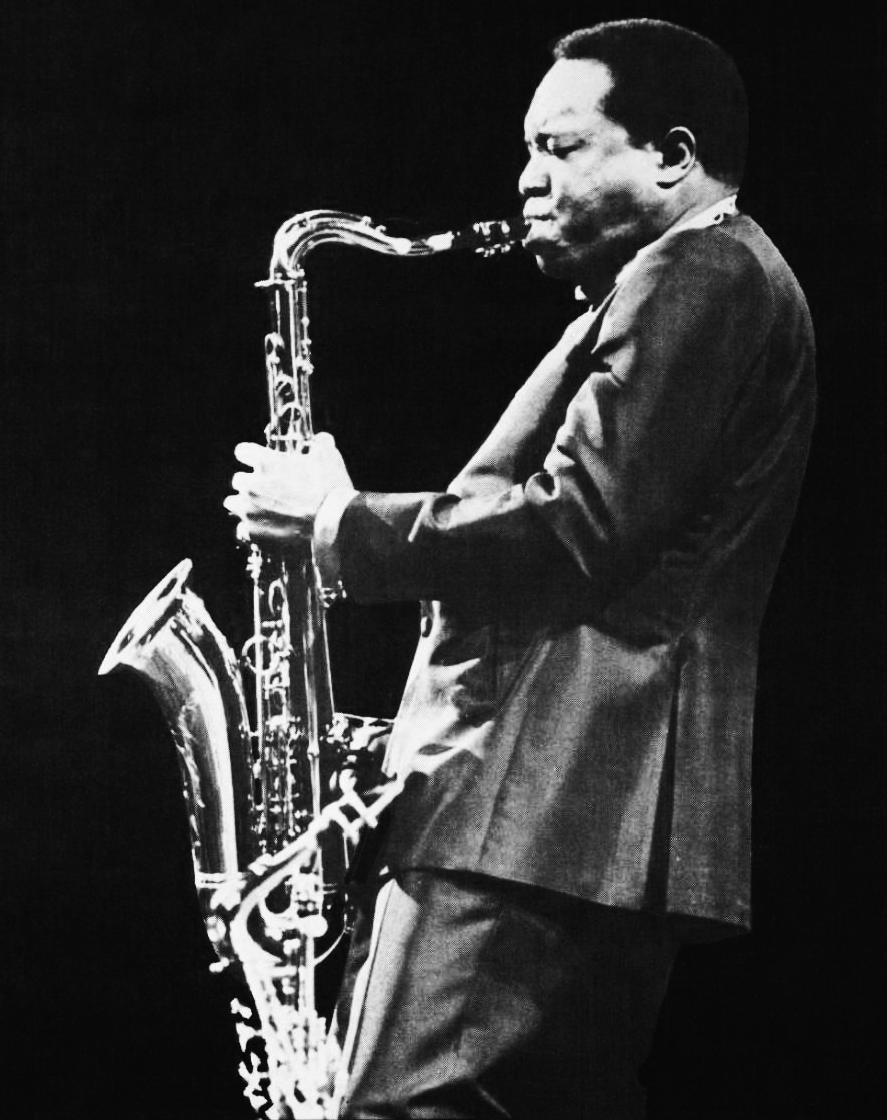
King Curtis; * 7. Februar

- 07. Februar: King Curtis, US-amerikanischer Tenorsaxophonist († 1971)
- 09. Februar: Joe Grech, maltesischer Sänger und Komponist († 2024)
- 10. Februar: Rahn Burton, US-amerikanischer Jazzpianist († 2013)
- 11. Februar: Curtis Johnson, US-amerikanischer Rockabilly-Musiker († 2001)
- 11. Februar: Francesco Pennisi, italienischer Komponist († 2000)
- 11. Februar: Jack Sewing, niederländischer Jazzmusiker
- 14. Februar: Daniel Lomuto, argentinischer Bandoneonist, Bandleader, Arrangeur und Tangokomponist († 1994)
- 16. Februar: William Dean Tinker, US-amerikanischer Organist, Pianist, Cembalist und Musikpädagoge
- 16. Februar: Wolfgang Wiemer, deutscher Kirchenmusiker, Komponist und Hochschuldozent († 2023)
- 17. Februar: Anner Bylsma, niederländischer Musiker († 2019)
- 18. Februar: Skip Battin, US-amerikanischer Countryrock-Sänger und -Bassist († 2003)
- 19. Februar: Michael Tree, US-amerikanischer Bratschist († 2018)
- 22. Februar: Birgit Nordin, schwedische Opernsängerin (Sopran) († 2022)
- 23. Februar: Inger Berggren, schwedische Schlagersängerin († 2019)

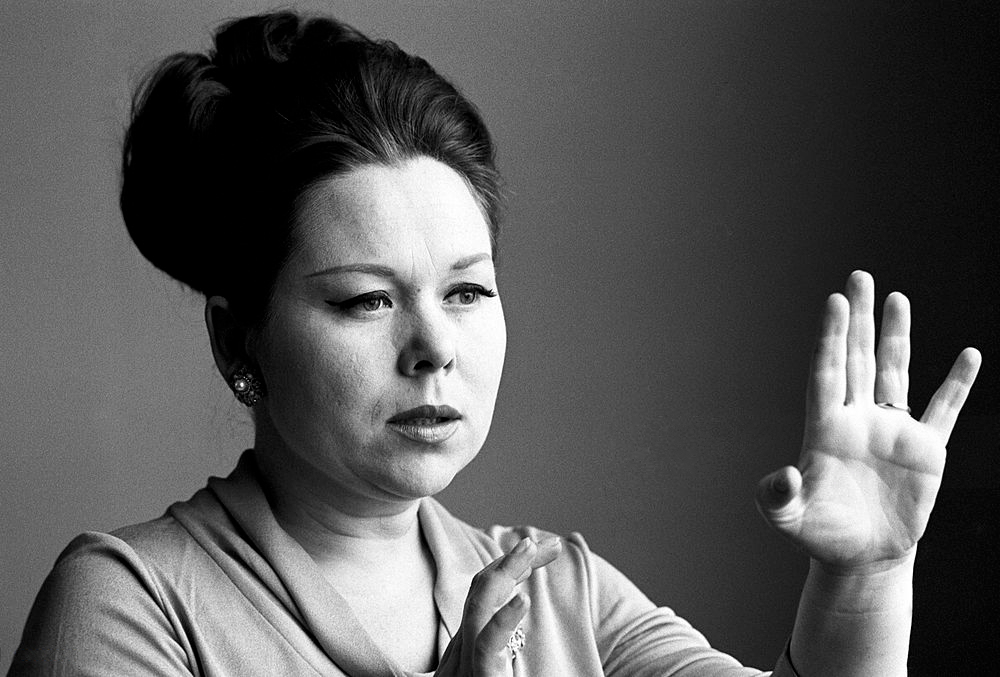
Renata Scotto; * 24. Februar

- 24. Februar: Renata Scotto, italienische Opernsängerin (Sopran) und Opernregisseurin († 2023)
- 25. Februar: John Wimber, US-amerikanischer Musiker († 1997)
- 26. Februar: Arno Bergmann, deutscher Musiker, Komponist, Mathematiker und Pädagoge († 2020)
- 26. Februar: Néstor Real, argentinischer Tangosänger († 2000)
- 28. Februar: Willie Bobo, US-amerikanischer Jazz-Perkussionist († 1983)

### März
- 04. März: Mario Davidovsky, argentinischer Komponist († 2019)
- 04. März: Laila Halme, finnische Chanson- und Schlagersängerin († 2021)
- 08. März: Christian Wolff, US-amerikanischer Komponist
- 09. März: Jiří Kalach, tschechischer Komponist († 2008)
- 12. März: Don Drummond, jamaikanischer Ska-Posaunist († 1969)
- 14. März: Alapana Banerjee, indische klassische Sängerin († 2009)
- 15. März: Peter Förtig, deutscher Komponist und Musiktheoretiker († 2024)
- 15. März: Wolfgang Hufschmidt, deutscher Komponist und Kirchenmusiker († 2018)

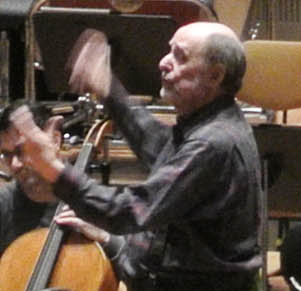
Roger Norrington; * 16. März

- 16. März: Roger Norrington, britischer Dirigent († 2025)
- 17. März: Erhard Grosskopf, deutscher Komponist († 2025)
- 17. März: Otto Kolleritsch, österreichischer Pianist und Musikwissenschaftler († 2023)
- 17. März: Enriqueta Tarrés, spanische Opernsängerin (Sopran) († 2024)
- 18. März: Charley Pride, US-amerikanischer Country-Sänger († 2020)
- 21. März: Sepp Eibl, deutscher Volksmusiker, Komponist, Musikverleger und Filmemacher († 2023)
- 22. März: Tonina Torrielli, italienische Sängerin
- 25. März: Johnny Burnette, US-amerikanischer Rockabilly-Musiker († 1964)
- 26. März: Donald Bailey, US-amerikanischer Jazzschlagzeuger († 2013)
- 26. März: Heinz Schellerer, deutscher Jazzmusiker († 2000)
- 28. März: Siegfried Thiele, deutscher Komponist († 2024)
- 29. März: Ernstalbrecht Stiebler, deutscher Komponist und Musikjournalist († 2024)
- 31. März: John D. Loudermilk, US-amerikanischer Country-Sänger und Songschreiber († 2016)

### April
- 01. April: Jim Ed Brown, US-amerikanischer Country-Musiker († 2015)
- 02. April: Romy Kalb-Gundermann, deutsche Sopranistin († 2019)
- 03. April: Christian Bunners, deutscher Theologe und Musikwissenschaftler († 2024)
- 06. April: Ingo Insterburg, deutscher Komiker, Sänger, Multiinstrumentalist, Schriftsteller und Schauspieler († 2018)
- 06. April: Mario Merola, italienischer Sänger († 2006)
- 07. April: Victor Feldman, englischer Jazzmusiker († 1987)
- 07. April: Carlos Reyes, argentinischer Tangosänger († 1995)
- 07. April: Antonio Ruiz-Pipó, spanischer Komponist und Pianist († 1997)
- 10. April: Zsolt Durkó, ungarischer Komponist († 1997)
- 11. April: Norma Beecroft, kanadische Komponistin († 2024)
- 11. April: Ron Pember, britischer Schauspieler und Musicalautor († 2022)
- 13. April: Siegfried Matthus, deutscher Komponist († 2021)
- 16. April: Robert Stigwood, australischer Musik- und Filmproduzent († 2016)
- 20. April: Ray Campi, US-amerikanischer Rockabilly-Sänger († 2021)
- 25. April: Rodolfo Alchourrón, argentinischer Jazz- und Fusionmusiker (Gitarre, Komposition, Arrangement) († 1999)

### Mai
- 01. Mai: Mindaugas Tamošiūnas, litauischer Posaunist, Komponist und Orchesterleiter († 2011)

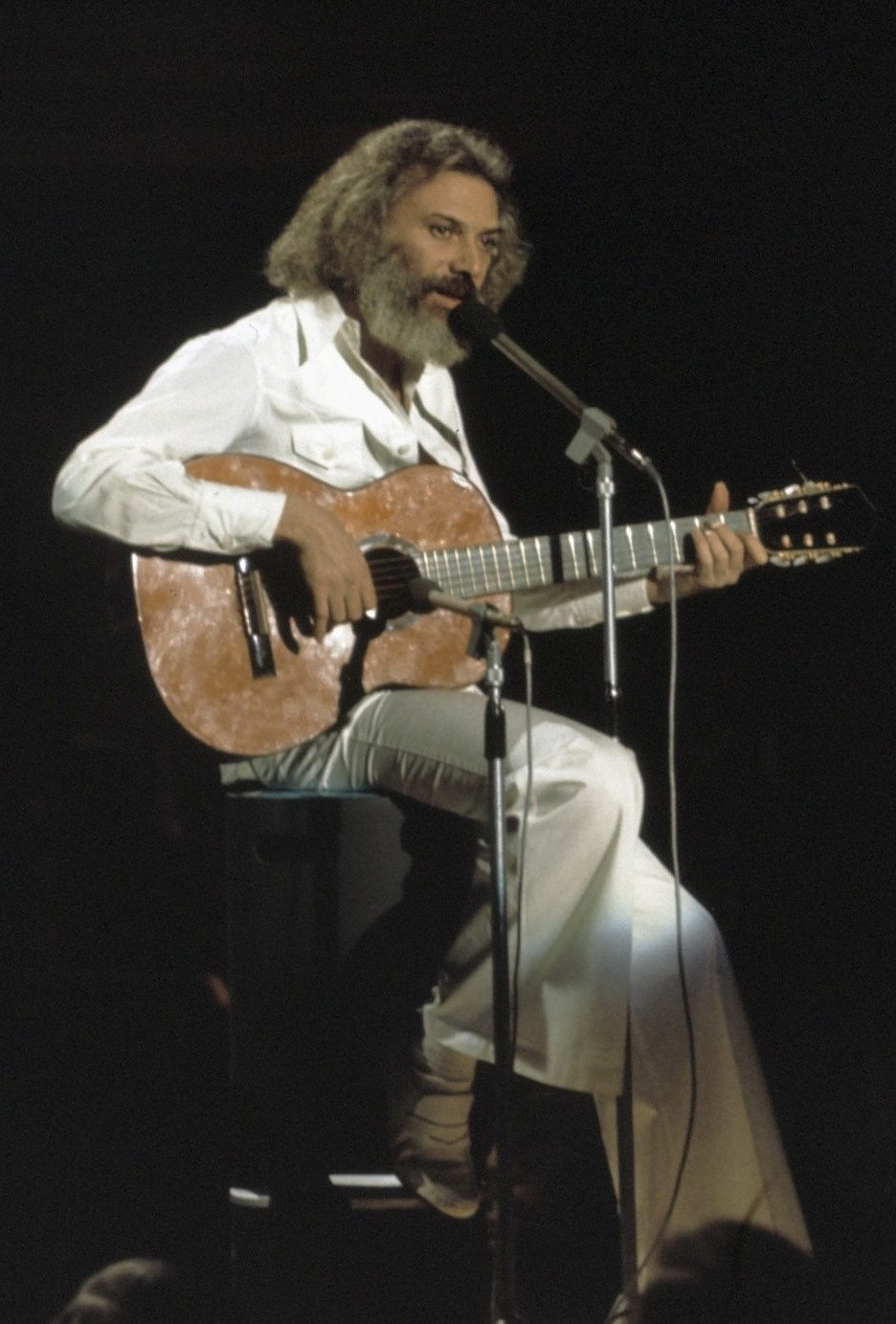
Georges Moustaki; * 3. Mai

- 03. Mai: Georges Moustaki, französischer Sänger und Lyriker († 2013)
- 03. Mai: Frankie Valli, US-amerikanischer Popsänger, Leadsänger der Four Seasons
- 04. Mai: Erich Ferstl, deutscher Filmmusik-Komponist und Jazzmusiker
- 04. Mai: Gerald Kegelmann, deutscher Chordirigent und Musikpädagoge († 2025)
- 06. Mai: Oskar Gottlieb Blarr, deutscher Komponist, Organist und Kirchenmusiker
- 08. Mai: Jan Paul Nagel, sorbischer Komponist und Domowina-Vorsitzender († 1997)
- 10. Mai: Luis Di Matteo, uruguayischer Bandoneonspieler und Komponist
- 15. Mai: Detlev Block, evangelischer Pfarrer, Professor (h. c.), Lyriker, Kirchenlieddichter und Schriftsteller († 2022)
- 15. Mai: Bernard Ringeissen, französischer Pianist († 2025)
- 16. Mai: Billy Sanders, britischer Sänger († 2001)
- 19. Mai: Jan Wijn, niederländischer klassischer Pianist und Musikpädagoge († 2022)
- 22. Mai: Peter Nero, US-amerikanischer Pianist und Dirigent († 2023)

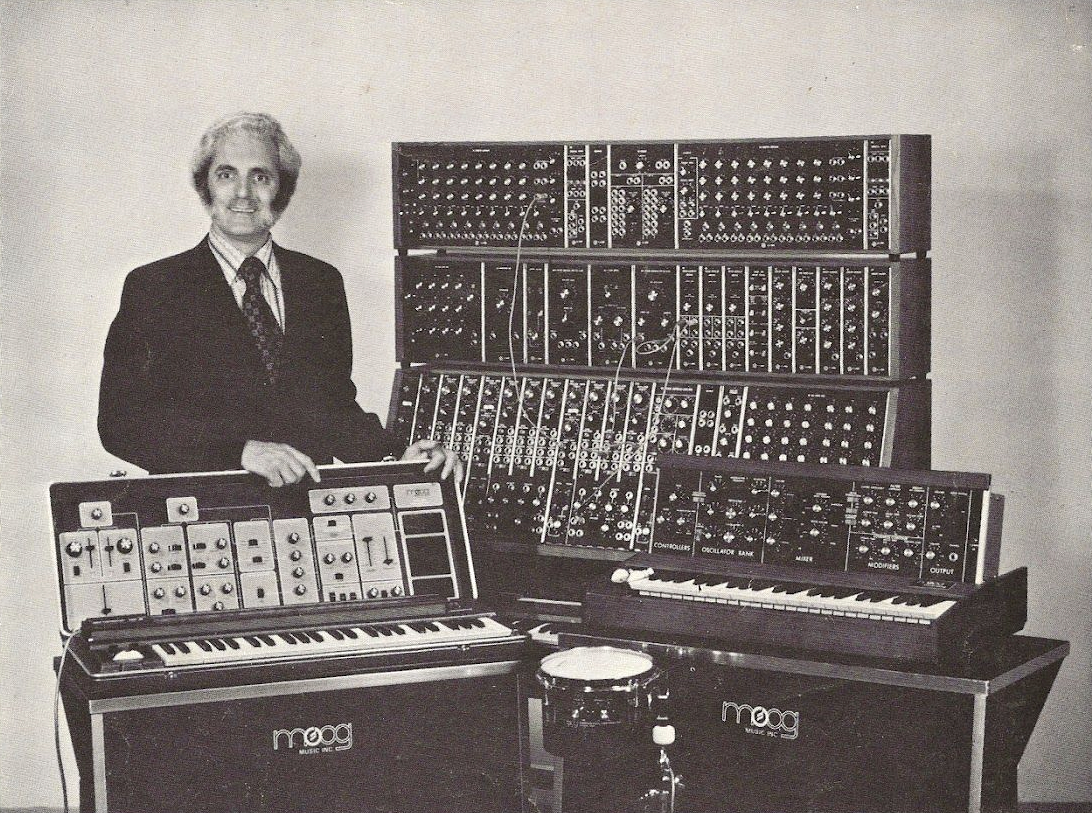
Robert Moog; * 23. Mai

- 23. Mai: Robert Moog, Pionier der elektronischen Musik, Erfinder eines der ersten Synthesizer († 2005)
- 26. Mai: Klaus König, deutscher Opernsänger († 2025)
- 30. Mai: Ekkehard Schneck, deutscher Kirchenmusiker († 2023)

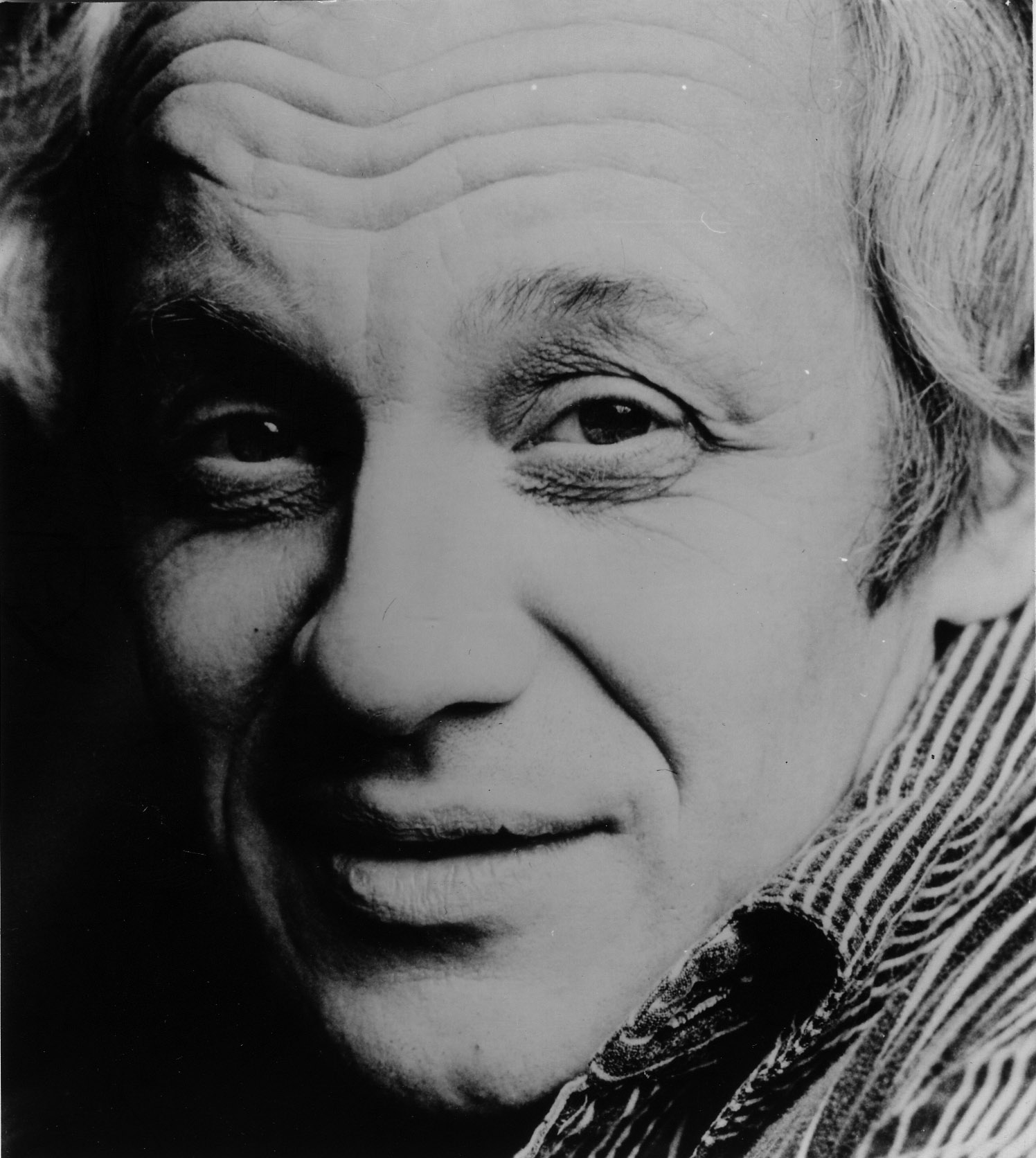
Dieter Süverkrüp; * 30. Mai

- 30. Mai: Dieter Süverkrüp, deutscher Liedermacher († 2025)
- 31. Mai: Karl-Erik Welin, schwedischer Pianist, Organist und Komponist († 1992)

### Juni
- 01. Juni: Pat Boone, US-amerikanischer Sänger
- 06. Juni: Pedro Messone, chilenischer Sänger und Schauspieler († 2023)
- 07. Juni: Wynn Stewart, US-amerikanischer Country-Musiker († 1985)
- 08. Juni: Hans Steinhaus, deutscher Pädagoge, Organologe und Sachbuchautor († 2020)
- 09. Juni: Jackie Wilson, Rhythm-and-Blues- und Soul-Sänger († 1984)
- 10. Juni: Egon Bischoff, deutscher Tänzer, Choreograf und Ballettdirektor († 2018)
- 10. Juni: Juraj Tandler, slowakischer Komponist, Dirigent und Musikpädagoge († 2020)
- 13. Juni: Witalij Hubarenko, sowjetischer bzw. ukrainischer Komponist († 2000)
- 14. Juni: Mieke Telkamp, niederländische Juristin und Sängerin († 2016)
- 15. Juni: Mikel Laboa, spanisch-baskischer Liedermacher und Gitarrist († 2008)
- 16. Juni: Leonor González Mina, kolumbianische Sängerin und Schauspielerin († 2024)
- 17. Juni: Peter Janssens, deutscher Komponist, Erfinder des Sacro Pop († 1998)
- 18. Juni: Gladstone Anderson, jamaikanischer Pianist, Pionier des Rocksteady († 2015)
- 19. Juni: Donald Bell, kanadischer Sänger und Gesangspädagoge
- 20. Juni: Kid Thomas, US-amerikanischer Blues- und Rock-’n’-Roll-Musiker († 1970)
- 20. Juni: Cornel Țăranu, rumänischer Komponist († 2023)
- 21. Juni: Claus Schulz, deutscher Tänzer, Choreograph und Ballettmeister († 2024)
- 22. Juni: Lynn Taitt, Gitarrist und Pionier des Rocksteady aus Trinidad und Tobago († 2010)
- 24. Juni: Maria Carta, italienische Schauspielerin und Sängerin († 1994)
- 24. Juni: Jean-Pierre Ferland, kanadischer Singer-Songwriter, Fernsehmoderator und Schauspieler († 2024)
- 26. Juni: Dave Grusin, US-amerikanischer Filmkomponist und Jazzmusiker
- 26. Juni: Anatoli Wassiljewitsch Iwanow, russischer Solo-Schlagzeuger, Komponist und Dirigent († 2012)
- 26. Juni: Tony Middleton, US-amerikanischer Sänger († 2024)

### Juli
- 01. Juli: Alicia Terzian, argentinische Komponistin
- 02. Juli: Tom Springfield, britischer Filmkomponist und Liedtexter († 2022)
- 03. Juli: Christian Manen, französischer Komponist und Musikpädagoge († 2020)
- 06. Juli: René Urtreger, französischer Jazzpianist
- 06. Juli: Marta Valdés, kubanische Sängerin und Komponistin († 2024)
- 07. Juli: Gerhard Evertz, deutscher Jazzautor und Schlagzeuger
- 07. Juli: Vinko Globokar, jugoslawischer Posaunist und Komponist
- 09. Juli: Pierre Perret, französischer Autor und Sänger
- 12. Juli: Van Cliburn, US-amerikanischer Pianist († 2013)
- 15. Juli: Harrison Birtwistle, englischer Komponist († 2022)
- 17. Juli: Philippe Capdenat, französischer Komponist und Musikpädagoge
- 18. Juli: Roger Reynolds, US-amerikanischer Komponist
- 18. Juli: Max Roth, deutscher Musiker, Kapellmeister und Komponist († um 2020)
- 23. Juli: Steve Lacy, US-amerikanischer Jazz-Musiker und Sopransaxophonist († 2004)
- 26. Juli: Anthony Gilbert, englischer Komponist und Musikpädagoge († 2023)
- 28. Juli: Brian May, australischer Komponist für Filmmusik († 1997)
- 28. Juli: David Serendero, chilenischer Geiger, Dirigent, Komponist und Musikpädagoge
- 29. Juli: Ernie Fields junior, US-amerikanischer Musiker (Saxophon, Dudelsack, Komposition) († 2024)
- 30. Juli: André Prévost, kanadischer Komponist († 2001)

### August
- 01. August: Hermann Baumann, deutscher Hornist
- 01. August: Eddie Bayard, US-amerikanischer Jazzmusiker († 2022)
- 01. August: Pit Krüger, deutscher Komiker, Sänger und Schauspieler († 2003)
- 05. August: Vern Gosdin, US-amerikanischer Country-Sänger († 2009)
- 13. August: Derek Ansell, britischer Autor und Jazzkritiker († 2024)
- 17. August: João Donato, brasilianischer Pianist, Sänger und Komponist († 2023)
- 18. August: Ronnie Carroll, britischer Sänger und Politiker († 2019)
- 19. August: Al Ferrier, US-amerikanischer Country-, Cajun- und Rockabilly-Musiker († 2015)
- 20. August: Ernst-Jürgen Dreyer, deutscher Schriftsteller, Dramatiker, Übersetzer und Musikwissenschaftler († 2011)
- 22. August: Ayla Erduran, türkische Geigerin († 2025)
- 23. August: Raul de Souza, brasilianischer Jazz-Musiker († 2021)
- 25. August: Dietrich Unkrodt, deutscher Tubist und Kontrabassist († 2006)
- 29. August: Henrique de Curitiba, polnisch-brasilianischer Komponist († 2008)
- 29. August: Jean-Pierre Guézec, französischer Komponist († 1971)

### September
- 01. September: Bill Smith, US-amerikanischer Jazz- und Unterhaltungsmusiker (Schlagzeug) († 2024)
- 02. September: Michael Sahl, US-amerikanischer Komponist und Pianist († 2018)
- 03. September: Freddie King, US-amerikanischer Bluesmusiker († 1976)
- 04. September: Guy-Claude Burger, Schweizer Musiker und Physiker
- 04. September: Eduard Chil, russischer Estrada-Sänger († 1969)
- 05. September: Milton Batiste, US-amerikanischer Jazzmusiker und Bandleader († 2001)
- 07. September: Waldo de los Ríos, argentinischer Pianist, Orchesterleiter, Arrangeur und Komponist († 1977)
- 07. September: Little Milton, US-amerikanischer Blues-Musiker († 2005)
- 08. September: Guitar Shorty, US-amerikanischer Bluesgitarrist, Sänger und Songwriter († 2022)
- 09. September: Albrecht Gürsching, deutscher Komponist und Oboist († 2017)
- 14. September: Don Walser, US-amerikanischer Countrymusiker († 2006)
- 16. September: Ronnie Drew, irischer Sänger und Gitarrist († 2008)
- 17. September: Gerhard Track, österreichischer Komponist, Chorleiter und Hochschullehrer († 2022)
- 18. September: Attila Kubínyi, ungarisch-deutscher Geiger

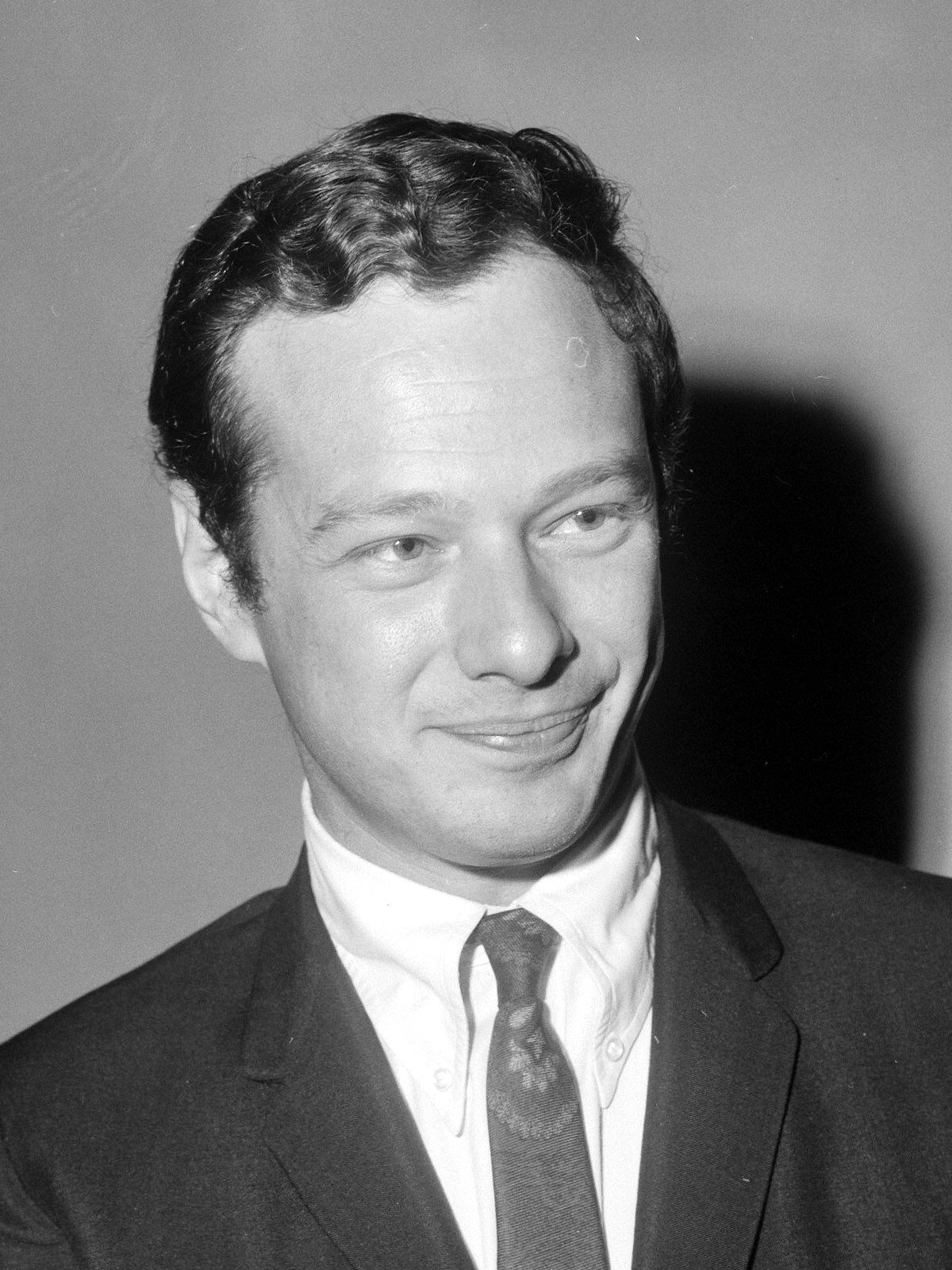
Brian Epstein; * 19. September

- 19. September: Brian Epstein, britischer Geschäftsmann, Manager der Beatles († 1967)

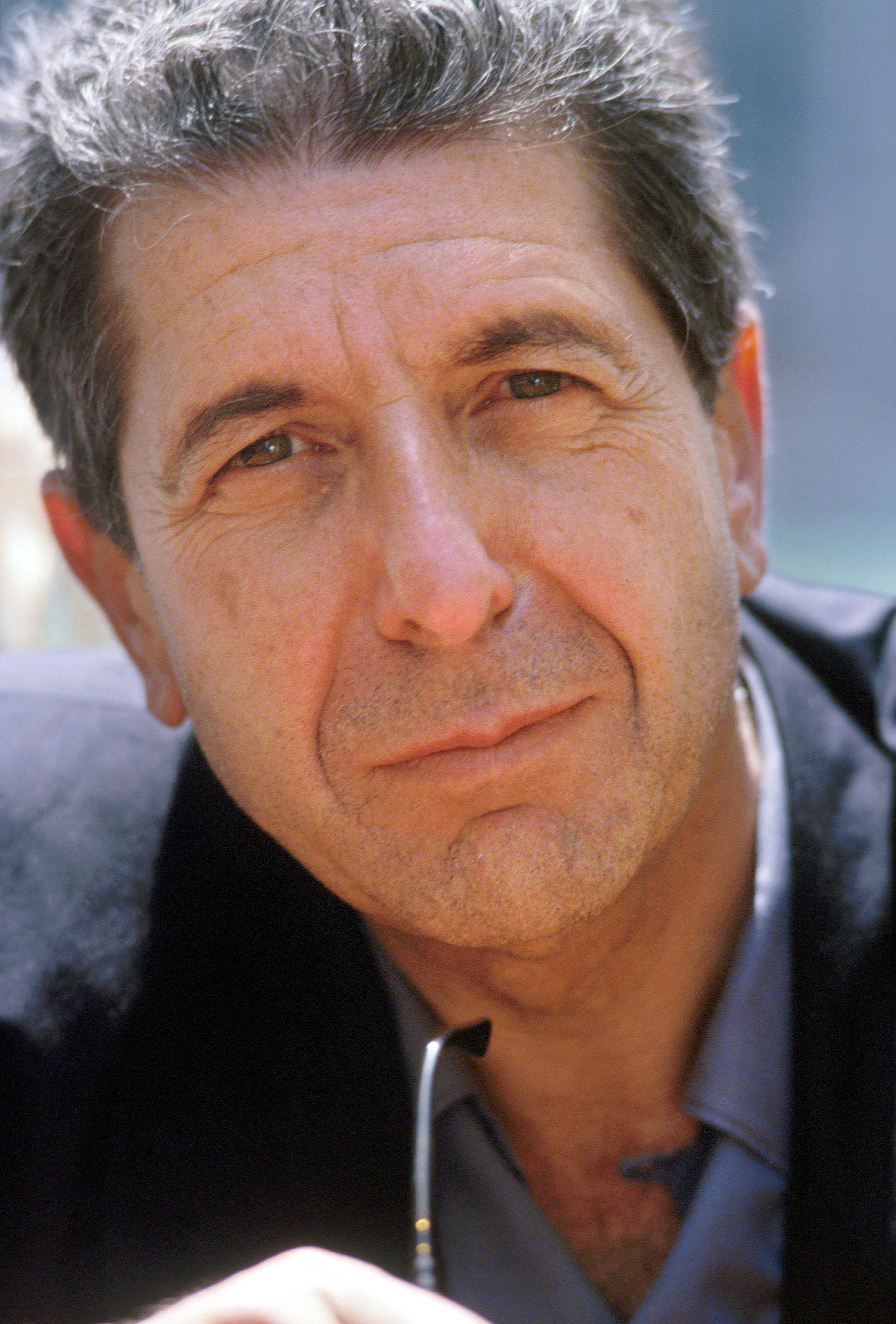
Leonard Cohen; * 21. September

- 21. September: Leonard Cohen, kanadischer Schriftsteller, Komponist und Sänger († 2016)
- 24. September: Lasse Mårtenson, finnischer Jazzsänger und Pianist († 2016)
- 26. September: Dick Heckstall-Smith, britischer Musiker, Saxophonist († 2004)
- 28. September: Piero Ciampi, italienischer Cantautore († 1980)

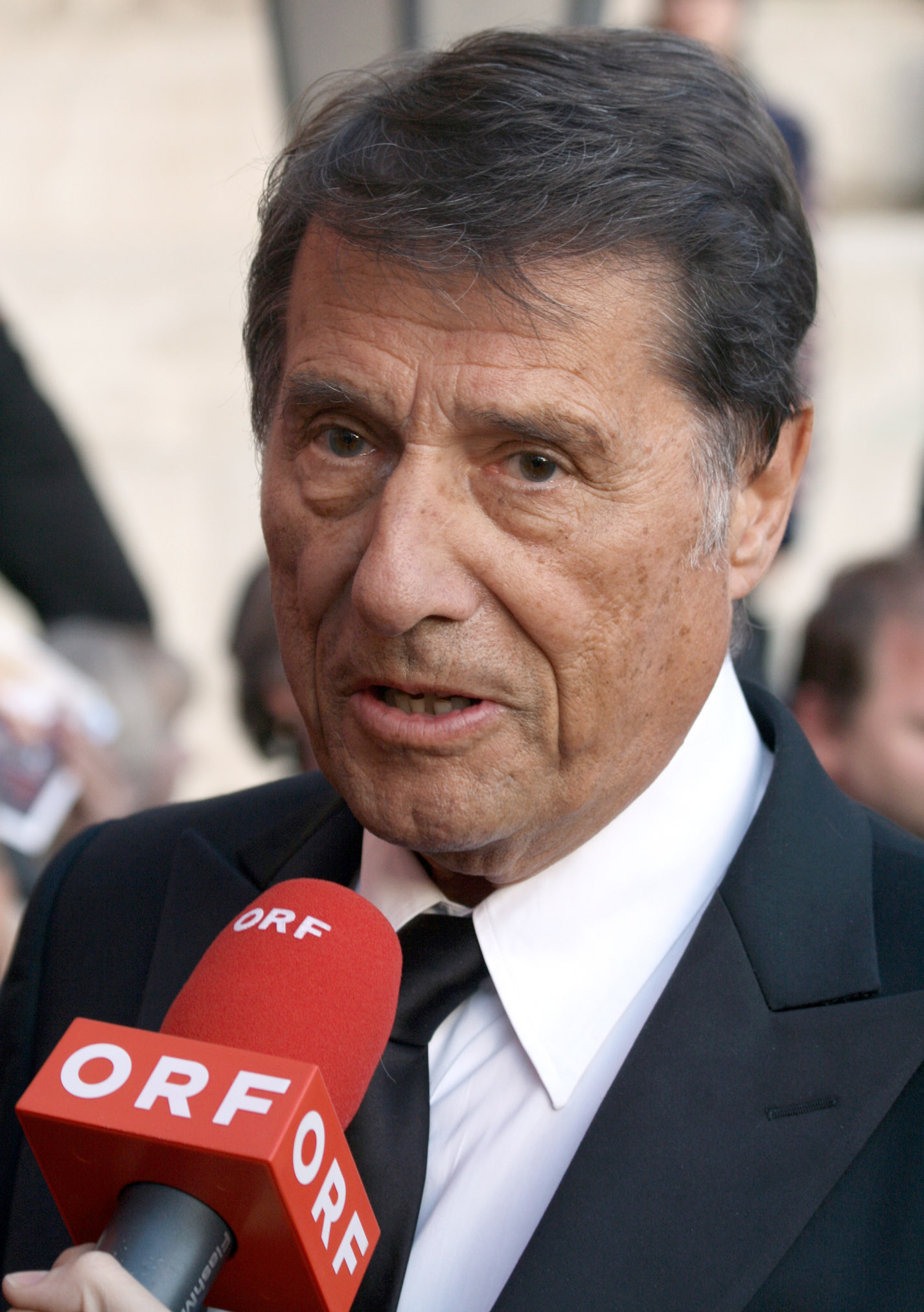
Udo Jürgens; * 30. September

- 30. September: Udo Jürgens, österreichischer Sänger und Liedermacher († 2014)
- 30. September: Ronald Turini, kanadischer Pianist und Musikpädagoge

### Oktober
- 05. Oktober: Robert T. Anderson, US-amerikanischer Organist und Musikpädagoge († 2009)
- 06. Oktober: Davor Kajfeš, schwedisch-kroatischer Jazzmusiker († 2024)
- 07. Oktober: Feliksas Bajoras, litauischer Komponist
- 07. Oktober: Amiri Baraka, US-amerikanischer Lyriker, Dramatiker, Musikkritiker und Prosaautor († 2014)
- 07. Oktober: Nowella Nikolajewna Matwejewa, sowjetische bzw. russische Dichterin und Sängerin († 2016)

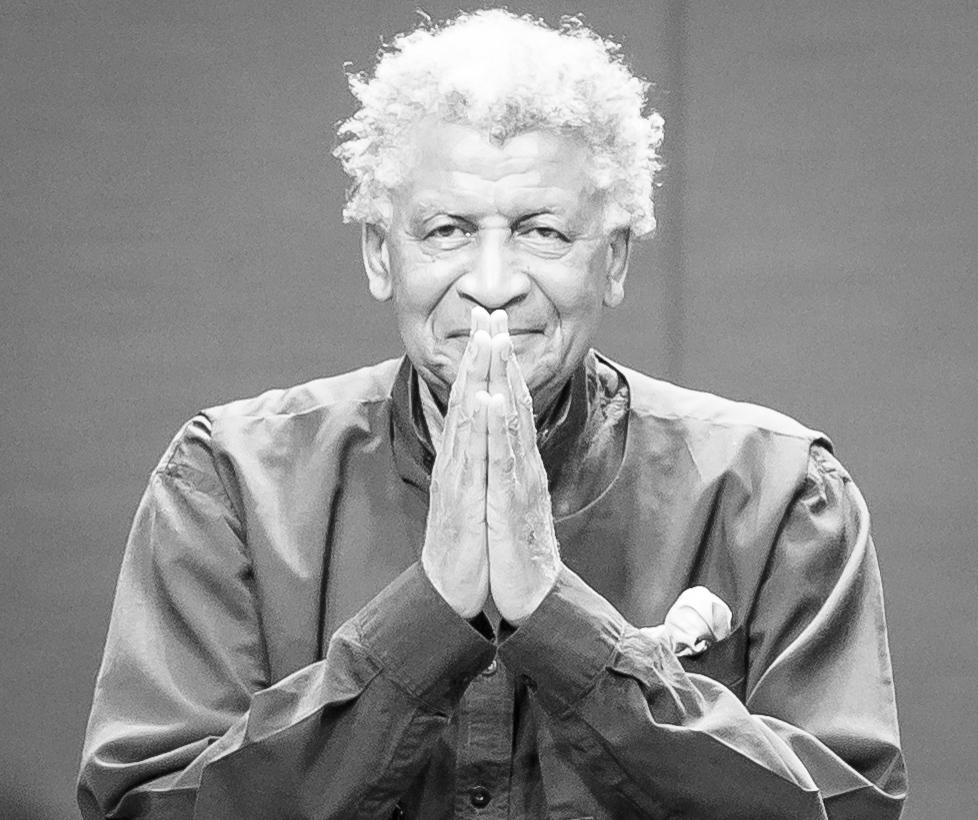
Abdullah Ibrahim; * 9. Oktober

- 09. Oktober: Abdullah Ibrahim, südafrikanischer Pianist und Komponist
- 09. Oktober: Johnny Jay, US-amerikanischer Rockabilly-Musiker

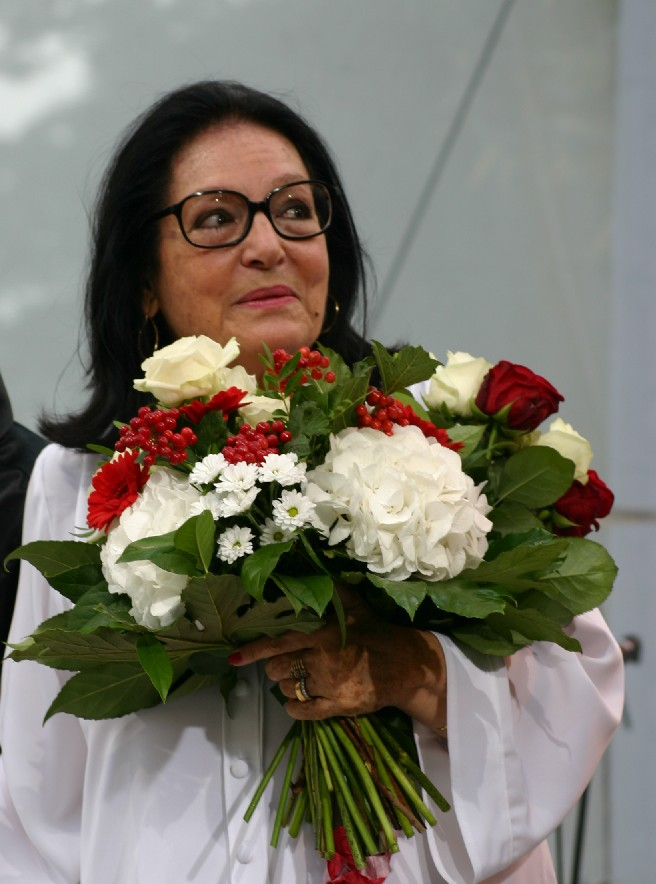
Nana Mouskouri; * 13. Oktober

- 13. Oktober: Nana Mouskouri, griechische Sängerin
- 13. Oktober: Alain Margoni, französischer Komponist
- 15. Oktober: N. Ramani, indischer Flötist der Karnatischen Musik († 2015)
- 17. Oktober: Rico Rodriguez, jamaikanischer Posaunist und Komponist († 2015)
- 17. Oktober: Christian Bruhn, deutscher Komponist, Arrangeur und Songschreiber
- 18. Oktober: Leticia Daneri, argentinische Cantautora
- 18. Oktober: Renna Kellaway, britische Pianistin und Musikpädagogin († 2024)
- 18. Oktober: Berit Lindholm, schwedische Opernsängerin († 2023)

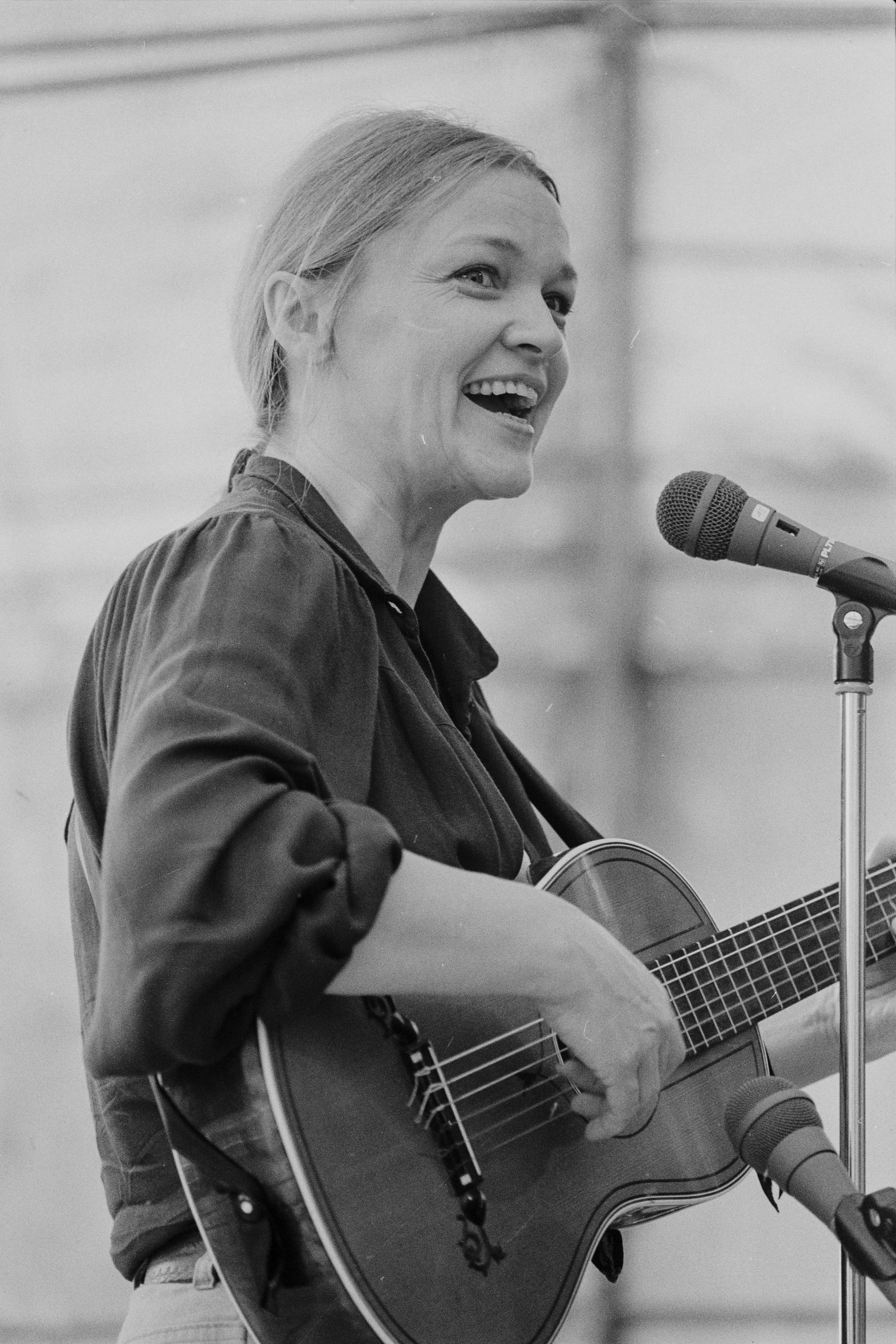
Eva-Maria Hagen; * 19. Oktober

- 19. Oktober: Eva-Maria Hagen, deutsche Schauspielerin, Sängerin, Malerin und Autorin († 2022)
- 20. Oktober: Choo Hoey, singapurischer Dirigent († 2025)
- 24. Oktober: Judith Chernaik, US-amerikanische Schriftstellerin, Musikwissenschaftlerin und Biographin
- 24. Oktober: Glen Glenn, US-amerikanischer Rockabilly-Sänger († 2022)
- 26. Oktober: Jacques Loussier, französischer Pianist und Komponist († 2019)
- 26. Oktober: Ferenc Rados, ungarischer Pianist († 2025)
- 27. Oktober: Barre Phillips, US-amerikanischer Jazz-Bassist († 2024)
- 28. Oktober: Douglas Tate, britischer Mundharmonikaspieler, hersteller, -händler und Fachbuchautor († 2005)
- 29. Oktober: Yves Cornière, französischer Kirchenmusiker und Komponist († 2011)
- 30. Oktober: Frans Brüggen, niederländischer Dirigent und Flötist († 2014)
- 30. Oktober: Hamilton Camp, US-amerikanischer Schauspieler, Sänger und Songschreiber († 2005)

### November
- 01. November: Wolfram Behrendt, deutscher Mediziner, HNO-Arzt, Stimmphysiologie und Hochschullehrer
- 06. November: Rachel Browne, kanadische Tänzerin und Choreographin († 2012)
- 09. November: Patrick Gleeson, US-amerikanischer Musiker, Filmkomponist und Musikproduzent
- 09. November: Brian Leake, britischer Jazzmusiker († 1992)
- 11. November: Dumitru Blajinu, moldauischer Violinist, Dirigent, Komponist und Volkskundler († 2015)
- 12. November: Charles Manson, US-amerikanischer Musiker und Mörder († 2017)
- 12. November: Al Hendrix, US-amerikanischer Rock’n’Roll- und Country-Sänger († 2021)
- 12. November: Gian Franco Reverberi, italienischer Komponist († 2024)
- 15. November: Peter Dickinson, britischer Komponist, Pianist und Musikkritiker († 2023)
- 19. November: David Lloyd-Jones, britischer Dirigent († 2022)
- 20. November: Fairuz, libanesische Sängerin
- 22. November: Östen Warnerbring, schwedischer Sänger und Komponist († 2006)
- 24. November: Alfred Schnittke, deutsch-russischer Komponist und Pianist († 1998)
- 24. November: Sven-Bertil Taube, schwedischer Sänger und Schauspieler († 2022)
- 28. November: Carlos Fariñas, kubanischer Komponist († 2002)
- 28. November: Joel Shapiro, US-amerikanischer Pianist und Musikpädagoge
- 29. November: Tony Coe, britischer Jazzmusiker († 2023)
- 29. November: Jack van Poll, niederländischer Jazzmusiker († 2022)
- 29. November: Günter Wewel, deutscher Kammersänger († 2023)

### Dezember
- 06. Dezember: Enzo Scoppa, italienischer Jazzmusiker
- 09. Dezember: Irena Santor, polnisches Popsängerin
- 09. Dezember: Junior Wells, US-amerikanischer Blues-Musiker († 1998)
- 12. Dezember: Salamat Ali Khan, pakistanischer klassischer Sänger († 2001)
- 15. Dezember: Curtis Fuller, US-amerikanischer Jazzposaunist († 2021)
- 18. Dezember: Jim Parker, britischer Komponist († 2023)
- 19. Dezember: Aki Aleong, US-amerikanischer Schauspieler, Sänger und Musikproduzent († 2025)
- 19. Dezember: Rudi Carrell, niederländischer Showmaster, Schauspieler und Sänger († 2006)
- 21. Dezember: Hank Crawford, US-amerikanischer Alt-Saxophonist († 2009)
- 23. Dezember: Chuck Mayfield, US-amerikanischer Country-Musiker († 2015)
- 24. Dezember: Noël Lancien, französischer Komponist und Dirigent († 1999)
- 26. Dezember: Otello Profazio, italienischer Musiker und Autor († 2023)
- 27. Dezember: Isaac Karabtchevsky, brasilianischer Orchesterleiter
- 28. Dezember: Yūjirō Ishihara, japanischer Filmschauspieler und Sänger († 1987)
- 30. Dezember: Jean-Claude Henry, französischer Komponist († 2024)
- 30. Dezember: Del Shannon, US-amerikanischer Rock ’n' Roll-Sänger († 1990)

### Genaues Geburtsdatum unbekannt
- Henry Holt, US-amerikanischer Dirigent, Operndirektor und Musikpädagoge († 1997)
- Konrad Koch, deutscher Orgelbauer († 1994)
- Ron McCroby, US-amerikanischer Jazzmusiker († 2002)
- Toussaint McCall, US-amerikanischer Organist, Songwriter und Sänger († 2023)
- Allan Miller, US-amerikanischer Dirigent, Dokumentarfilmregisseur und -produzent
- Emmanuel Rahim, US-amerikanischer Jazzmusiker († 2022)
- Reinhard Ruge, deutscher Kirchenmusiker und Orgelsachverständiger
- Heinrich Rumphorst, deutscher Musikwissenschaftler und Kirchenmusiker
- Edith Thauer, deutsche Pianistin und Musikprofessorin
- Dave Tomlin, britischer Jazz- und Fusion-Musiker (Saxophone, Geige) († 2024)

### Geboren um 1934
- Jim Ryan, US-amerikanischer Jazzmusiker (Saxophon) († 2023)

## Gestorben

### Januar bis Juni
- 01. Januar: Blagoje Bersa, kroatischer Komponist (* 1873)
- 02. Januar: Gabriel Parès, französischer Militärmusiker, Komponist und Arrangeur (* 1860)
- 10. Januar: Vincenzo Ferroni, italienischer Komponist und Musikpädagoge (* 1858)
- 24. Januar: Felix Knubben, deutscher Kirchenmusiker und Komponist (* 1880)
- 25. Januar: Edmund John Myer, US-amerikanischer Gesangslehrer (* 1846)
- 02. Februar: Paul Bruns-Molar, deutscher Gesangspädagoge (* 1867)

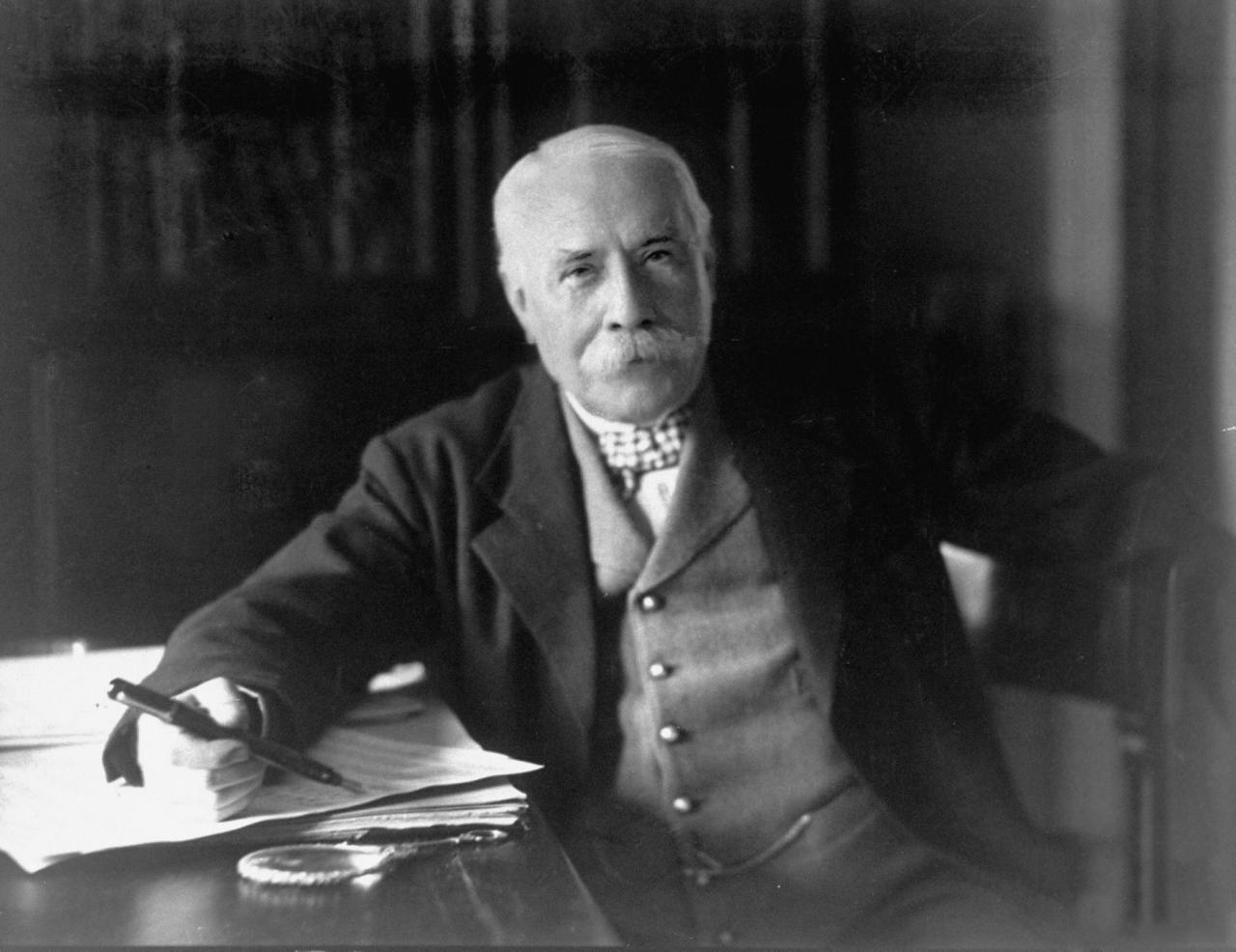
Edward Elgar; † 23. Februar

- 23. Februar: Edward Elgar, englischer Komponist (* 1857)
- 09. März: Florian Ringler, österreichischer Zitherspieler und Komponist (* 1856)
- 10. März: Herman Klein, britischer Musikschriftsteller, Musikkritiker und Gesangslehrer (* 1856)
- 13. März: Angelo Consolini, italienischer Geiger, Bratscher, Musikpädagoge und Komponist (* 1859)

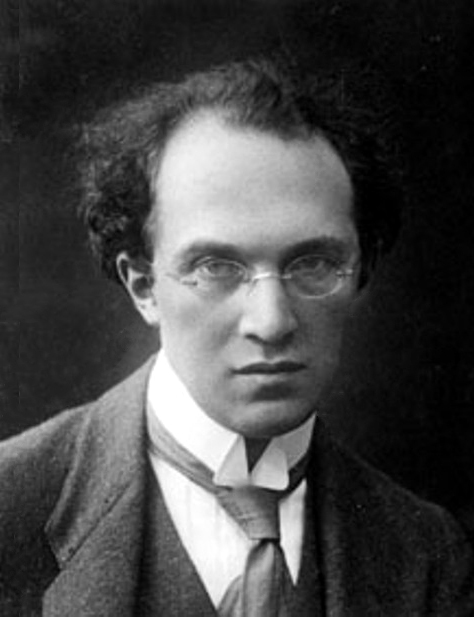
Franz Schreker; † 21. März

- 21. März: Franz Schreker, österreichischer Komponist (* 1878)
- 03. April: Arthur Rösel, deutscher Komponist, Geiger, Arrangeur und Dirigent (* 1859)
- 04. April: Pierantonio Tasca, italienischer Komponist (* 1858)
- 07. April: Mattie Hite, US-amerikanische Bluessängerin (* 1889)
- 25. April: Ernst Rychnovsky, österreichisch-böhmischer Musikwissenschaftler und Journalist (* 1879)
- 03. Mai: Georg Rolle, deutscher Sänger und Gesangspädagoge (* 1855)
- 09. Mai: Max Schott, bayerischer Mllitärmusiker (* 1856)
- 13. Mai: Johannes Gottfried Merkel, deutscher Komponist und Musikpädagoge (* 1860)
- 25. Mai: Gustav Holst, britischer Komponist (* 1874)
- 26. Mai: Robert Samut, maltesischer Mediziner, Arzt und Komponist (* 1869)
- 10. Juni: Frederick Delius, englischer Komponist (* 1862)
- 15. Juni: Alfred Bruneau, französischer Komponist und Musikkritiker (* 1857)

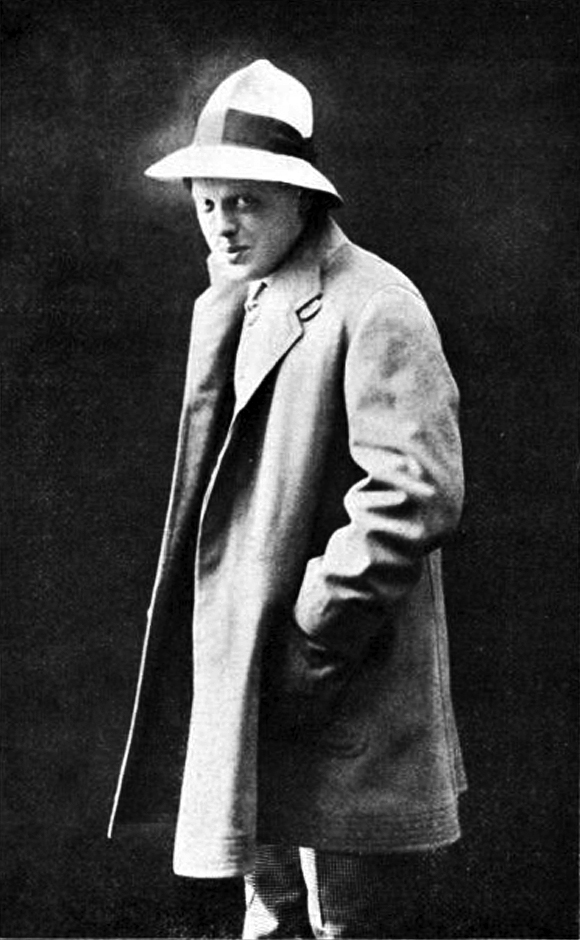
Max Pallenberg; † 26. Juni

- 26. Juni: Max Pallenberg, österreichischer Sänger, Schauspieler und Komiker (* 1877)

### Juli bis Dezember
- 14. Juli: Juan Maglio, argentinischer Bandoneonist, Bandleader und Tangokomponist (* 1881)
- 14. Juli: Ernst Eduard Taubert, deutscher Komponist, Musikkritiker und Musikpädagoge (* 1838)
- 21. Juli: Henderson Chatmon, US-amerikanischer Blues-Musiker (* 1849)
- 24. Juli: Franz Götze, deutscher Theaterkapellmeister und Komponist (* 1859)
- 25. August: Martin Seydel, deutscher Musikwissenschaftler, Stimmbildner und Philosoph (* 1871)
- 01. September: Fanny Davies, englische Pianistin, Klavierlehrerin und Schülerin Clara Schumanns (* 1861)
- 09. September: Kateřina Emingerová, tschechische Komponistin und Pianistin (* 1856)
- 09. September: Juozas Naujalis, litauischer Komponist, Organist, Chorleiter und Musikpädagoge (* 1869)
- 29. September: Fritz Kauffmann, deutscher Komponist und Dirigent (* 1855)
- 14. Oktober: Leonid Sobinow, russischer Opernsänger (* 1872)
- 18. Oktober: Franc-Nohain, französischer Schriftsteller und Librettist (* 1872)
- 21. Oktober: Ernesto Ponzio, argentinischer Tangokomponist und Geiger (* 1885)
- 29. Oktober: Gustavo E. Campa, mexikanischer Komponist (* 1863)
- 12. November: Henri Verbrugghen, belgischer Dirigent, Geiger und Musikpädagoge (* 1873)
- 22. November: Mon Schjelderup, norwegische Komponistin und Pianistin (* 1870)
- 30. November: Philip Hale, US-amerikanischer Organist und Musikkritiker (* 1854)
- 19. Dezember: Françis Planté, französischer Pianist (* 1839)
- 23. Dezember: Henri Dallier, französischer Komponist und Organist (* 1849)

### Genaues Todesdatum unbekannt
- Saul Brant, US-amerikanischer Geiger, Chorleiter und Musikpädagoge (* 1882)
- Frederick Maxson, US-amerikanischer Komponist und Organist (* 1862)
- Max Möhring, deutscher Komponist und Musikpädagoge (* 1855)
- César Stiattesi, argentinischer Komponist, Dirigent und Musikpädagoge (* 1881)

### Gestorben nach 1934
- Fannie May Goosby, US-amerikanische Bluesmusikerin (Gesang, Piano, Songwriting) (* 1902)